# Edmond de Selys-Longchamps

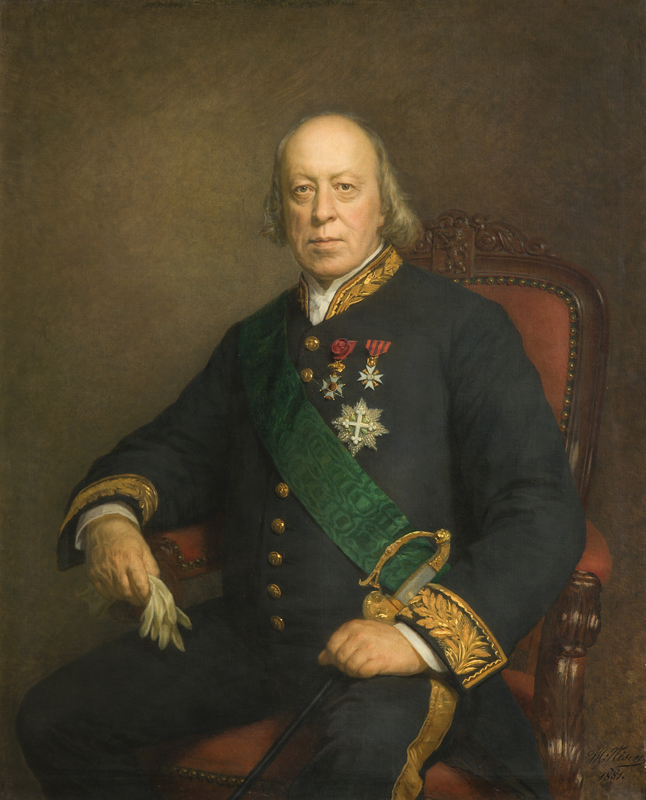
Edmond de Selys, 1881 gemalt von Jean-Mathieu Nisen

Baron Michel Edmond de Selys-Longchamps (* 25. Mai 1813 in Paris; † 11. Dezember 1900 in Lüttich) war ein belgischer Politiker und Entomo- und Ornithologe. Die häufig zu findende Schreibweise „Sélys-Longchamps“ seines Namens (d. h. mit accent aigu) ist falsch. Selys-Longchamps selbst verwendete den in Lüttich alteingesessenen Familiennamen „Selys“ stets ohne Akzent, auch in der akzeptablen, häufig verwendeten Kurzform. Sein Autorenkürzel lautet Selys-Longch., eben ohne Akzent.

## Leben und Wirken
Selys-Longchamps wird als einer bedeutendsten Forscher auf dem Gebiet der Libellen angesehen. Sein Reichtum ermöglichte es ihm, eine der größten Sammlungen von Neuroptera anzuhäufen und zu beschreiben. Der Großteil seiner Sammlung befindet sich heute im Königlichen Belgischen Institut für Naturwissenschaften in Brüssel.
Selys-Longchamps war ein wohlhabender belgischer Aristokrat. Er wurde zu Hause ausgebildet und besuchte nie eine Universität. Dennoch wurde er zu einem der führenden Forscher auf dem Gebiet der Odonata (weltweit), Neuroptera (weltweit) und Orthoptera (hauptsächlich Europa). Er war außerdem ein bedeutender Ornithologe. Als Vertreter einiger politischer Gruppierungen wurde er 1846 Ratsmitglied für Waremme im belgischen Parlament. 1855 wurde er Mitglied des belgischen Senats. Zwischen 1880 und 1884 wurde er zu dessen Präsidenten gewählt.
Sein frühes Interesse an Vögeln zeigt ein Buch mit Bildern von belgischen Arten, die er bereits im Alter von 16 Jahren malte. Ornithologie blieb sein Leben lang ein Interesse von ihm und er schuf in Waremme eine Sammlung von Vögeln, die sowohl europäische wie exotische Arten wie den damals bereits ausgestorbenen Riesenalk beinhaltete. Er interessierte sich außerdem für Säugetiere. Im Alter von 18 Jahren schrieb er seine erste Arbeit, eine Liste der Insekten von Lüttich. 1837 veröffentlichte er eine Liste der Odonata und Lepidoptera von Belgien.
Von diesem Zeitpunkt an schuf er nahezu ununterbrochen Veröffentlichungen über Odonata. Diese waren meist Monographien, aber auch einige Synopsen waren darunter. Die einzige Familie, der er keine Synopse widmete, war die der Libellulidae.
1845 traf er Hermann August Hagen und begann mit diesem zusammenzuarbeiten, was dann 1850 in dem zusammenfassenden europäischen Großwerk „Revue des Odonates“ resultierte. Hagen unterstützte auch Selys' Arbeiten an einigen Synopsen und Monographien. Dies führte dazu, dass Selys in dem Katalog von William Forsell Kirby als Erstbeschreiber einiger Arten genannt wird, obwohl dies in Wirklichkeit Hagen war. Allerdings ist Selys trotzdem der tatsächliche Autor von über 1000 Artbeschreibungen.
Er war mit Sophie Caroline (1818–1869), der Tochter des belgischen Geologen Jean Baptiste Julien d’Omalius d’Halloy verheiratet.

## Mitgliedschaften
Als 1838 La Société Cuvierienne gegründet wird, war er eines der 140 Gründungsmitglieder der Gesellschaft. Ab 1841 war er Mitglied der Académie royale des Sciences, des Lettres et des Beaux-Arts de Belgique.

## Werke
Odonata (Auswahl)
- 1840. Monographie des Libellulidées d'Europe. Roret, Paris & Bruxelles.
- 1842. Faune belge. Première partie. Indication méthodique des mammifères, oiseaux, reptiles et poissons, observés jusqu'ici en Belgique. Faune Belge i-xii + 1-310
- Note sur une nouvelle Mésange d'Europe. In: Bulletins de l'Académie royale des sciences, des lettres et des beaux-arts de Belgique. Band 10, 1843, S. 24–86 (online [abgerufen am 8. Januar 2013]).
- 1850. Revue des Odonates ou Libellules d'Europe. Mémoires de la Société Royale des Sciences de Liège 6: i-xxii, 1-408. Mit Hermann August Hagen.
- 1853. Synopsis des Calopterygines. Bulletin de l'Académie royale des Sciences de Belgique (1)20: 1-73 (reprint 1-73).
- 1854. Synopsis des Gomphines. Bulletin de l'Académie royale des Sciences de Belgique 21: 23-114.
- 1858. Monographie des Gomphines. Mémoires de la Société Royale des Sciences de Liège 9: 1-460, 23 pls.
- 1862. Synopsis des agrionines, seconde légion: Lestes. Bulletin de l'Académie royale des Sciences de Belgique (2)13: 288-338 (reprint 1-54).
- 1871. Synopsis des Cordulines. Bulletin de l'Académie royale des Sciences de Belgique (2)31: 238-316;519-565.
- 1876. Synopsis des agrionines, cinquième légion: Arion (suite). Le genre Agrion. Bulletin de l'Académie royale des Sciences de Belgique (2) 41: 247-322, 496-539, 1233–1309 (reprint 1-199).
- 1883. Synopsis des Aeschnines. Première partie: Classification. Bulletin de l'Académie royale des Sciences de Belgique 3(5): 712-748.

## Referenzen
- W. F. Kirby: A synonymic catalogue of Neuroptera Odonata, or dragonflies. Gurney and Jackson, London 1890.
- Rudolf Blasius, Michel Edmond, Baron de Selys-Longchamps, Journal of Ornithology, Volume 49, Number 3, Juli 1901, S. 361–381 Kompletter Artikel, frei zugänglich
- Société Cuvierienne: Liste des Premiers Fondateurs de La Société Cuvierienne, Association universelle pour l'avancement de la Zoologie, de L'Anatomie comparée et de la Palaeontologie. In: Revue Zoologique par La Société Cuvierienne. Band 1, 1838, S. 189–192 (biodiversitylibrary.org).